# Frederik Winther (fotbollsspelare)
Frederik Franck Winther, född 4 januari 2001, är en dansk fotbollsspelare som spelar som mittback för den allsvenska klubben Hammarby IF.

## Karriär

### Juniorkarriär
Född i Gentofte, Danmark, började Winther som sexåring spela fotboll i den lokala klubben B 1903. Efter sju år i klubben valde han 2014 att gå över till Lyngby, vars akademi han spelade för fram till 2018.

### Lyngby
Som 18-åring gjorde Winther sin proffsdebut som avbytare i Lyngbys 2-0-vinst över Silkeborg i danska danska andradivisionen, den  20 mars 2019. Den 27 maj samma år skrev Winther på ett femårigt proffskontrakt med klubben och gjorde sammanlagt åtta ligaframträdanden under säsongen 2018/2019, där Lyngby blev uppflyttade till Superligaen, Danmarks högsta division. Winther spelade sammanlagt 30 matcher i hans första säsong i högstaligan där han etablerade sig som en startspelare i Lyngby och ådrog sig intresse från flera europeiska toppklubbar.

### FC Augsburg
Innan säsongsstarten 2020/2021 blev det, den 20 oktober 2020, officiellt att Winther skrivit ett femårs-avtal för bundesliga-klubben FC Augsburg, däremot skulle Winther under kommande säsong fortsätta i Lyngby på lån. Han kom till spel i 19 matcher och gjorde sitt första och enda mål för klubben i den 39:e minuten av nedflyttnings-seriematchen mot Vejle BK som slutade 2-2. Winthers sista säsong med Lyngby slutade med nedflyttning till andraligan, efter en 11:e plats i ligatabellen.
Tillbaka från lån säsongen 2021/2022 gjorde Winther tävlingsdebut för Augsburg och ett av målen i 4-2-vinsten mot Greifswalder FC i första rundan av DFB-Pokal, den 7 augusti 2021. Hans Bundesligadebut kom tre månader senare, den 27 november, i 1-1 mötet mot Herta Berlin. Winther gjorde sammanlagt 4 matcher i hans första säsong i Tyskland. Winther gjorde en assist i sitt sista framträdande för klubben i 3-2-förlusten mot 1. FC Köln, den 16 oktober 2022.
Winther återvände till Danmark och Superligaen den 31 januari 2023 på ett fem månader långt lån hos Brøndby. Han återvände till Augsburg efter 15 framträdanden under säsongen 2022/2023 med Köpenhamnsklubben. Den 29 januari 2024 skickades Winther på lån igen och denna gången till portugisiska Estoril. Lånet var menat att vara återstoden av säsongen 2023/2024, men efter två framträdanden avbröts lånet och Winther lämnade Portugal.

### Hammarby IF
Den 28 mars meddelade Augsburg låneavtalet hos Estoril hade avbrutits i förtid och att den tyska klubben hade kommit överens med Hammarby IF om en permanent övergång för Winther, som skrev på ett fyraårigt avtal. Hans debut för Bajen kom åtta dagar senare, den 31 mars, i ligapremiären mot Kalmar FF och vanns med 3-1. Endast en vecka senare, i ligamötet mot de regerande mästarna Malmö FF, ådrog sig Winther en svår knäskada efter en närkamp som gjorde att han missar återstoden av säsongen 2024.

## Landslagskarriär
Winther spelade under åren 2018-2022 20 ungdomslandskamper i fyra olika ungdomslandslag för Danmark och gjorde två mål.